# The Erlenmeyer Flask (The X-Files)
«The Erlenmeyer Flask» es el vigesimocuarto y último episodio de la primera temporada de la serie de televisión de ciencia ficción The X-Files. Escrito por el productor ejecutivo y creador de la serie Chris Carter y dirigido por R. W. Goodwin, el episodio continúa con el arco de la historia de la mitología que comenzó con «Pilot». El episodio se emitió por primera vez en los Estados Unidos el 13 de mayo de 1994 en la cadena Fox. Con 8,3 millones de hogares en sintonía durante su transmisión inicial, el episodio fue el más visto de la primera temporada del programa. El episodio recibió una nominación en la categoría de Mejor Episodio en una Serie de televisión en los premios Edgar, y, desde su emisión, ha recibido respuestas positivas tanto de los críticos como de los miembros del equipo.
El programa se centra en los agentes especiales del FBI Fox Mulder (David Duchovny) y Dana Scully (Gillian Anderson) que trabajan en casos relacionados con lo paranormal, llamados expedientes X. En este episodio, Mulder y Scully descubren evidencia de una experimentación secreta del gobierno con ADN extraterrestre, pero la evidencia y todas las personas que la han visto son rápidamente identificadas, ubicadas y seleccionadas para su eliminación por hombres que luego son identificados como operativos clandestinos del gobierno de los Estados Unidos.
«The Erlenmeyer Flask» introdujo varios elementos nuevos de la trama que continuarían en temporadas posteriores y contó con la muerte del personaje recurrente «Garganta Profunda» (Jerry Hardin). Carter describió la inspiración para el episodio como «el resultado de una experiencia de aprendizaje de un año».

## Argumento
En Ardis, Maryland, se desarrolla una persecución policial a alta velocidad en un paseo marítimo. El conductor del automóvil, el Dr. William Secare, es acorralado por oficiales, pero los rechaza con sorprendente facilidad. Secare recibe un disparo mientras sube corriendo una pasarela y salta de un barco al agua. La policía no logra localizarlo pero descubre que su sangre es verde.
Poco después, Garganta Profunda (Jerry Hardin) se acerca a Fox Mulder con el caso de Secare, diciendo que él es de gran importancia para revelar la verdad. Al investigar el caso, Mulder y Dana Scully visitan al Dr. Terrance Berube (Ken Kramer), un científico que trabaja en Gaithersburg, Maryland, cuyo automóvil conducía Secare. Esa noche, Garganta Profunda se encuentra por segunda vez con Mulder e insiste en que continúe, a pesar de la incertidumbre de Mulder sobre lo que debería estar buscando. Esa noche, Berube se enfrenta al «Crew Cut Man» (Lindsey Ginter), quien lo mata y hace que la muerte parezca un suicidio.
Mientras investiga la escena del crimen, Mulder encuentra un matraz Erlenmeyer con la etiqueta «Control de pureza». Scully lleva el frasco a la Universidad de Georgetown, donde la Dra. Anne Carpenter (Anne De Salvo) la ayuda a analizar su contenido. Mientras tanto, Mulder se dirige a la casa de Berube y encuentra las llaves de una instalación de almacenamiento. Secare llama a la oficina central de Berube y Mulder responde, haciéndose pasar por Berube. Secare le dice a quien cree que es Berube que ha estado en el agua durante tres días y está herido. Mientras tanto, Crew Cut Man escucha a escondidas la conversación. Secare colapsa debido a la pérdida de sangre antes de que pueda decirle a Mulder dónde está. Mientras se lo llevan en una ambulancia, un gas venenoso empieza a salir del cuerpo de Secare cuando los paramédicos realizan una descompresión con aguja. Secare se recupera y huye de la ambulancia.
Mulder llega a la instalación de almacenamiento y encuentra a cinco hombres suspendidos en tanques, así como un sexto tanque vacío. Mulder es perseguido cuando sale de las instalaciones, pero escapa. Carpenter revela que el matraz de «Control de pureza» contiene una muestra de bacterias que no existe en ninguna parte de la naturaleza y solo puede describirse como extraterrestre. Al volver a visitar la instalación de almacenamiento al día siguiente con Scully, Mulder descubre que la habitación está completamente vacía. Llega Garganta Profunda, revelando que Berube estaba experimentando en humanos con virus extraterrestres. Se experimentó con seis voluntarios con enfermedades terminales y todos habían empezado a recuperarse. Cuando se ordenó su destrucción, Berube ayudó a escapar a Secare.
Scully se entera de que Carpenter y toda su familia murieron en un accidente automovilístico. Mulder regresa a la casa de Berube y encuentra a Secare en el ático. Secare es asesinado a tiros por Crew Cut Man, y Mulder se desmaya por la exposición al gas que escapa de la herida de Secare y es capturado. Garganta Profunda se encuentra con Scully fuera del apartamento de Mulder y le dice que podría llegar a un acuerdo con los captores de Mulder. Le da a Scully las credenciales necesarias para ingresar a la instalación de alta contención en Fort Marlene, donde Scully encuentra un feto extraterrestre contenido dentro de nitrógeno líquido. En un intercambio en un paso elevado de la autopista, Deep Throat le presenta el feto al Crew Cut Man, quien le dispara segundos después. Mulder es expulsado de la camioneta de Crew Cut Man mientras se aleja. Scully tiende a Garganta Profunda, cuyas últimas palabras antes de morir son: «No confíes en nadie».
Varias semanas después, Mulder, abatido, llama a Scully para informarle que los expedientes X ha sido cerrados. Mientras tanto, en una escena que refleja la conclusión del piloto, el fumador almacena el feto extraterrestre en la enorme sala de pruebas dentro del Pentágono.

## Producción

### Desarrollo
Chris Carter escribió el guion del episodio, que describió como «el resultado de una experiencia de aprendizaje de un año». Carter trató de establecer firmemente la mitología de la serie, «donde exploramos las diferentes vías de la conspiración del gobierno y convirtiéndola en algo más que platillos voladores», y teniendo lo que el escritor llamó un «momento decisivo» para Scully, donde el agente escucharía de un colega científico que ella estaba tratando con material verdaderamente extraterrestre. La escena donde se emitieron gases venenosos por parte del Dr. Secare se inspiró en el caso de Gloria Ramírez, ocurrido en California en febrero de 1994; Carter recordó esto al escribir el guion, y se volvería un aspecto establecido de la mitología en temporadas subsecuentes.
Los guionistas eliminaron al personaje recurrente «Garganta Profunda» para dar al público la impresión de que cualquiera fuera de Fox Mulder y Dana Scully era prescindible. La decisión de cerrar los expedientes X se tomó para separar a Mulder y Scully, lo que permitió a los productores evitar el embarazo de Gillian Anderson (que contribuyó a un importante desarrollo de la trama en la segunda temporada y afectó al resto de la serie). Fox inicialmente se opuso a la idea, temiendo que cerrar los expedientes X llevaría a los espectadores a creer que el programa había sido cancelado.
El final de este episodio refleja el de «Pilot», que incluye a Mulder llamando a Scully a las 11:21 p. m. y al «fumador» almacenando pruebas en el Pentágono. El lema de este episodio es «Trust No One» («No confíes en nadie»), reemplazando la frase habitual «The Truth Is Out There» («La verdad está ahí fuera») y haciendo referencia a las últimas palabras de Garganta profunda. El productor ejecutivo R. W. Goodwin decidió hacer su debut como director con el episodio, ya que lo consideró «el mejor guión con diferencia», ofreciendo «una combinación de euforia y terror absoluto».

### Rodaje y efectos
La persecución de autos de apertura fue filmada por el miembro del equipo J. P. Finn, quien fue el único productor y dirigió gran parte de la segunda unidad. Se rodó en un astillero abandonado en el norte de Vancouver conocido como Versatal Shipyard. Goodwin llegó a decir que la ubicación «era perfecta» para que filmaran; sería reutilizado en el episodio de la tercera temporada «2Shy». La escena con Fox Mulder y Dana Scully visitando al Doctor Berube (Ken Kramer) fue un «gran desafío» debido al uso de monos; Goodwin quería que todos los monos actuaran «locos» al mismo tiempo en el momento justo durante la filmación. Al mirar hacia atrás, dijo que hicieron un «bastante buen trabajo». La ubicación utilizada para el almacén donde Mulder encuentra los tanques tenía la dirección «1616 Pandora», que los productores decidieron incorporar en el episodio como símbolo de Mulder «abriendo la caja de Pandora».
La toma del Dr. Secare saliendo del agua fue creada por la unidad de efectos visuales. El actor Simon Webb se levantó en una grúa bajo el agua, que había sido levantada para que «realmente» pudiera salir de la bahía. Según Goodwin, el momento no fue del todo correcto, pero esa toma fallida «funcionó» en un nivel diferente y resultó ser una «toma fascinante». Sin embargo, la escena tuvo que volver a filmarse más tarde. Al filmar el episodio, el equipo de producción no sabía que Webb tenía fobia al agua. La primera toma de prueba de Scully sacando la muñeca del feto extraterrestre del nitrógeno líquido salió bien, pero bajo las luces calientes del estudio, el modelo comenzó a desmoronarse, lo que llevó a la siguiente toma a mostrar las luces en otra dirección.

## Recepción
«The Erlenmeyer Flask» se emitió en Estados Unidos por primera vez en la cadena Fox el 13 de mayo de 1994. Este episodio obtuvo una calificación Nielsen de 8,8, con una participación de 16. Fue visto por 8,3 millones de hogares, lo que lo convierte en el episodio más visto de la primera temporada.
La Asociación de Escritores de Misterio de Estados Unidos nominó «The Erlenmeyer Flask» para un premio Edgar en la categoría de Mejor episodio en una serie de televisión; pero el destinatario del premio terminaría siendo el episodio «Simone Says» de NYPD Blue. John Keegan de Critical Myth le dio al episodio 9 de 10, diciendo que era «el final perfecto para la primera temporada» y una buena introducción a la mitología de The X-Files. Manuel Mendoza de The Dallas Morning News dijo que el episodio pudo combinar momentos «absolutamente escalofriantes» con momentos «completamente tontos al mismo tiempo». El escritor de Entertainment Weekly, Bruce Fretts, concluyó que la muerte de «Garganta Profunda» hizo que el personaje fuera «muy real».
Los miembros del equipo también reaccionaron positivamente hacia el episodio. Carter dijo sobre el episodio: «“The Erlenmeyer Flask” solo trae buenos recuerdos. Simplemente tiene imágenes fabulosas; realmente llevó a la serie a su primer año completo. Tuvo éxito en hacer lo que queríamos hacer, que fue cerrar los expedientes X. Sorprendió a mucha gente». Goodwin comentó: «Todo acerca de ese episodio es absolutamente de primera clase. La actuación, la dirección de arte, el trabajo de la cámara. No hay nada en él que no sea lo mejor que puedas obtener, y eso es realmente un mérito para muchas personas con mucho talento». El episodio introdujo muchos conceptos y temas que aparecerían en los episodios de mitología del programa a lo largo de los años, incluidos experimentos genéticos, híbridos humano-extraterrestres, sangre extraterrestre tóxica, conspiraciones gubernamentales, fetos extraterrestres y asesinos mortales.